# 1010-talet

## Händelser
- Knut den store invaderar England. Han och Edmund Järnsida delar upp riket och vid Edmunds död blir han ensam regent.
- Bulgarien blir en del av bysantinska riket (1018).

## Födda
- 1010 - Gunhild, drottning av Sverige och Danmark.
- 1010 - Nicolaus II, påve.

## Avlidna
- 12 maj 1012 - Sergius IV, påve.
- Okänt datum 1014 - Rajaraja I av Choladynastin, Kung.
- 3 februari 1014 - Sven Tveskägg av Danmark, Kung.
- 6 oktober 1014 - Samuil I av Bulgarien, Kung.
- 23 april 1016 - Ethelred II av England, “Den Villrådige”, kung.
- 22 maj 1016 - Jovan Vladimir av Serbien, Prins, Helgon.
- Okänt datum 1018 - Harald II av Danmark, Kung.
- 23 juni 1018 - Henry I av Österrike, Markgreve.